# Tillandsia 'Mystic Burgundy'
Tillandsia 'Mystic Burgundy' es un cultivar híbrido del género Tillandsia perteneciente a la familia Bromeliaceae.
Es un híbrido creado en el año 1985 con las especies Tillandsia muhriae × Tillandsia albertiana.